# 에센 타이시
에센 타이시 카안(몽골어: ᠡᠰᠡᠨ
ᠲᠠᠢᠱᠢ
ᠬᠠᠭᠠᠨ Esen taiš  Qa'an, Эсэн тайш хаан, 한국 한자: 也先太師 에센 태사, 1407년 ~ 1454년 8월 혹은 1457년 8월) 혹은 에센 텡게를크 복드 카안(也先 田盛大可汗)은 몽골 오이라트의 지도자이자 북원의 대칸(재위 1453년 9월 12일 ~ 1454년)으로 이전 오이라트의 지도자였던 토곤의 아들이다. 휘는 오이라트 에센(한국 한자: 衛拉特 也先 위랍특 야선), 연호는 첨원(添元), 중국식 존호는 천성황제(天聖皇帝)이다. 청나라 때의 이름은 액삼(額森)이었다. 오이라트부와 주변 지역을 통합하고, 1452년~1454년 전체 몽골지역을 일시적으로 통일하였다.
타이순 칸에 의해 몽골 태사에 봉해지고 1453년 직접 대칸이 되었다. 1449년 7월에는 명나라를 침공, 그해 9월 토목보(현재의 허베이 성 장자커우 시 화이라이 현)에서 명나라 군을 물리치고, 당시 명나라 황제 영종 정통제를 사로잡았다.(토목의 변)
명나라에서 받은 작위는 경순왕(敬順王)이고, 즉위 직전의 공식 직책은 태사 회왕(太師 淮王), 오이라트 도총병(瓦剌都总兵), 다르칸(答剌罕) 대두목(大頭目), 중서우승상(中書右丞相)이었다. 보르지긴씨족이 아닌 씨족 출신 최초의 몽골 대칸이기도 하다. 그는 스스로를 원나라의 대칸을 선언하였다. 명나라 영종실록에 의하면 그는 국호를 대원이라 했으며, 다이온 텡게를크 복드 카안(대원 전성대카안 大元田盛大可汗 혹은 대원천성대카안 大元天聖大可汗)이라 칭했다고 한다.

## 생애

### 생애 초반
오이라트부 초로스 씨족 출신이며 오이라트부 지도자로 태사 유왕(太師淮王)에 책봉된 순녕왕 토곤의 아들인데, 어머니 이름은 미상이다. 칭기즈 칸의 사준사구 중 사구의 1명인 초로스부 젤메의 9대손이다. 젤메의 아버지 주르치다이가 칭기즈 칸의 아버지 예수게이를 섬겼다고 한다. 일설에는 그가 굴리치 울루그테무르 칸의 아들이라는 설도 있다. 몽골원류에 의하면 에센은 1407년에 태어났다 한다. 그러나 생일은 전하지 않는다. 에센은 몽골어로 평화, 평안을 뜻한다.
할아버지는 승상 바툴라이고, 할머니는 엘베그 니굴세그치 칸의 딸 사무르 공주이다.
오이라트부는 13세기 이후 몽골고원의 서부에 정주했다. 오이라트부의 지도자는 칸이라는 직위대신 타이시(太師)라는 칭호를 사용하였다. 또한 태사 유왕에 봉해졌는데, 이에 그를 태사 유왕(太師淮王)이라고도 부른다. 타이시라는 칭호는 몽골 제국 시대 군사령관이라는 의미였다. 오이라트부 지도자가 실권을 장악하였음에도 칸의 지위에 오르지 못한 이유는 오이라트부는 칭기즈 칸의 후손이 아니었기 때문이라는 설이 있다. 설령 이들이 칸이라는 호칭을 사용한다고 하드라도, 몽골의 유목민들이 그를 칸으로 인정해주지 않았는데, 이를 칭기즈 칸의 통치원리(chinggisid principle)라고 하였다.
1428년 토곤과 손을 잡은 쿠빌라이 가문의 토크토아부카가 동몽골의 칸이었던 아자이 칸을 살해하여 전 몽골 지역을 사실상 통합하고 허수아비 대칸인 타이슨 칸이 되었다. 에센의 아버지 토곤은 태사, 유왕에 봉해지고 북원 조정의 중서우승상이 되어 실권을 장악하였다.

### 청년기

북원과 오이라트 4부, 킵차크 한국, 모굴리스탄 한국

에센은 총명하고 용감한 성격이었다 한다. 토곤 타이시 생전의 에센의 활동은 거의 전하지 않고, 단편적으로 전한다. 아버지 토곤 타이시 생전에 에센은 군대를 이끌고 모굴리스탄 칸국을 공략하였다. 이 전쟁에서 그는 술탄 우와이스 칸을 상대로 승리를 거두었고, 술탄 우와이스 칸을 세 번 패퇴시키고 두번 사로잡았다. 그러나 에센은 우와이스 칸이 칭기즈 칸과 차가타이의 직계 혈통임을 존중하여 두번 풀어주었다. 우와이스 칸은 자신의 누이동생 막툼 카심을 그에게 시집보냈다.
에센은 샤머니즘을 숭배했으나, 무슬림 공주와 결혼을 위해 명목상 이슬람교로 개종했다. 그러나 그의 실제 신앙은 몽골 샤머니즘이었다.
1430년대에 에센은 고비 사막과 타클라마칸 사막 사이의 하미 오아시스에 있는 카라델을 공격, 복속시켰다. 1434년 에센은 토크토부카 타이손 칸과 군사를 이끌고 동몽골의 유력자 아수드부의 아르구타이 태사를 공격, 오르도스에서 아르구타이를 격파하고 몽골 동부 지역을 복속시켰다.

### 오이라트부의 지도자
1439년 아버지 토곤 타이시가 죽으면서 오이라트부를 계승했다. 토곤은 임종 전 아르구타이의 뜻을 계승할 것을 유언으로 남겼다. 토곤이 죽자 자신의 동생과 경쟁하였으나 곧 승리하고 오이라트부의 지도자가 되고, 태사 유왕직을 세습했다. 뒤이어 토곤이 착수한 차가타이 한국에 대한 영토 공략에 박차를 가해 일리와 투르판, 하미를 평정하고, 현재의 신강위구르 자치구 대부분을 차지하였다. 이는 구 오고타이 한국의 영역이기도 했다. 에센은 아버지의 사망 및 승습을 전하러 명나라에 사신을 보냈고, 이때 에센은 3598명의 조공 사절을 명나라에 보냈다. 명나라에서는 에센에게 경순왕(敬順王)이라는 작위를 내려주었다.
문서에 등장하는 그의 공식 직책은 태사 유왕(太師 淮王), 오이라트 도총병 다르칸(瓦剌都总兵、答剌罕) 대두목(大頭目), 중서우승상(中書右丞相)이었다. 명나라에 보내는 공식 문서에 그는 자신의 직책을 태사 유왕 오이라트 도총병 다르칸 대두목 중서우승상(太師 淮王 瓦剌都总兵 答剌罕 大頭目 中書右丞相) 에센이라 지칭하였다.
시베리아 남부를 공략, 투바 족을 복속시켰다. 동시에 주치 가문의 킵차크 칸국에 대한 공략도 서둘러서 그 영토의 일부를 편입시켜 에센 시대 오이라트의 영토는 서쪽으로는 발하시호에서 바이칼호, 동쪽으로는 만주에 이르는 광대한 지역이었다.
1440년과 1445년 에센은 고비 사막과 타클라마칸 사막 사이의 실크로드에 있는 카라델 칸국을 직접 두 차례 공략, 북원의 종주권을 재확인했다. 에센은 또 동투르키스탄을 지배하는 동차가타이 한국(모굴리스탄 한국)과 카자흐스탄 초원, 우즈벡 칸국을 공략했다.
1443년~1445년에 에센은 조선에도 사절을 보냈다. 1445년 ~ 1446년에는 몽골고원 동부 흥안령(興安嶺)방면으로 진출하여 공략, 동부 몽골의 우리양카이 3위(三衛)을 복속시키고, 또한 흥안령을 넘어 여진족을 복속시켰다.

### 토목보의 변과 정통제 생포

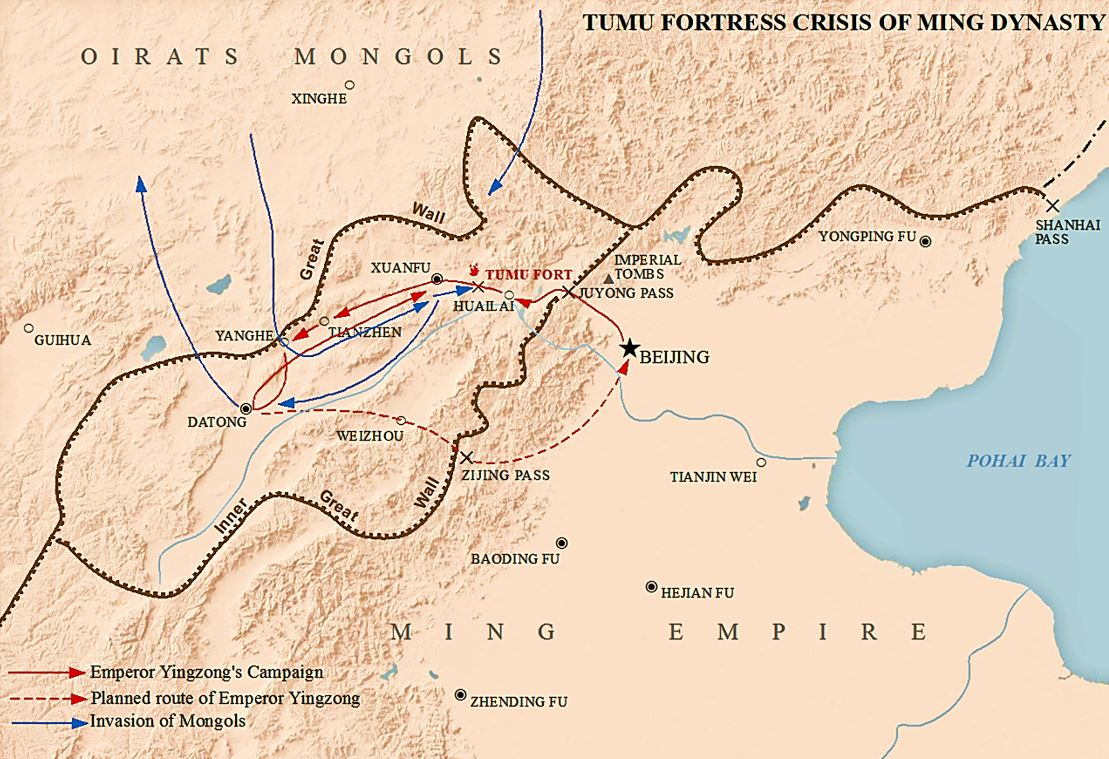
명나라군과 오이라트군의 진로

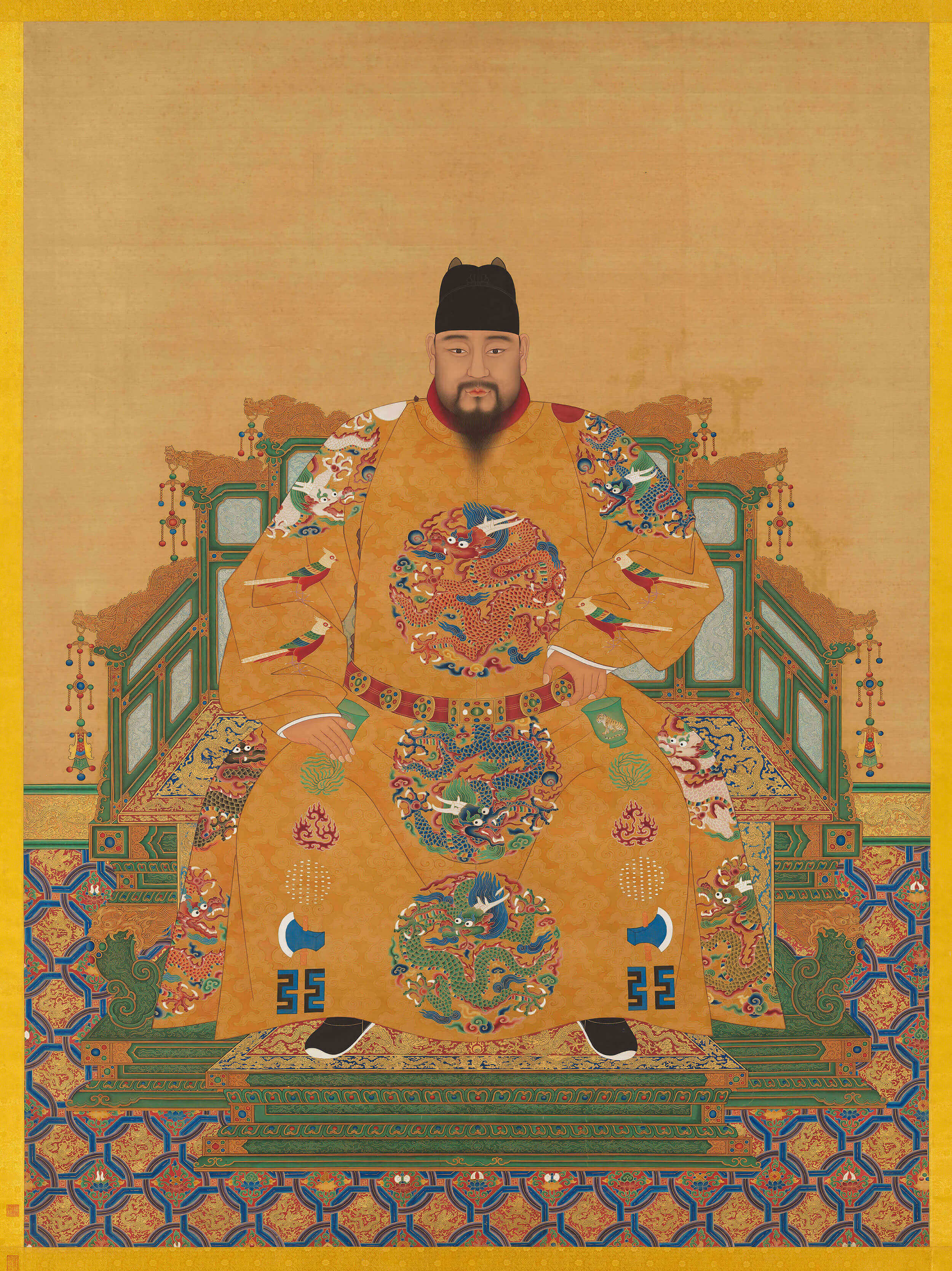
명나라 정통제

1406년 명나라의 영락제는 몽골 부족들에게 조공무역을 허락하였는데, 마시(馬市)라는 형태로 교역을 하여 영종까지 관례화되었다. 명나라는 이들로부터 말과 가축 등 그 부산물을 수입하고, 비단 등의 의류와 식량 등을 수출하였다. 처음에는 50명 정도의 사절단 규모가 에센 때에 이르러 3,000명까지 늘어났고, 주변 위구르의 상인들까지 가세하여 무역량이 늘어나고 밀수, 밀무역도 성행하였다.
이에 심각한 문제를 겪던 명나라는 오이라트 부족에 대한 무역을 제한하였고 1448년 사례감 왕진은 실제 인원에 대한 조공무역만 허용했으며, 말 값도 오이라트가 제시한 가격의 20%만 지급하였다.
이에 오이라트 내의 불만은 가속화되었다. 에센 타이시는 타이손 칸과 협력 정통제 14년(1449년) 7월 명나라 변방인 산시성 다퉁(大同)으로 침입해 일명 토목의 변(土木之變) 또는 토목보의 변(土木堡之變)을 일으켰는데 이때 명나라의 황제인 영종(정통제)을 사로잡았다. 에센이 보낸 사자를 통해 명나라의 황자, 황녀와 에센의 아들, 딸을 혼인시키기로 약속했으나 차일피일 외면하다가, 에센이 분노한 것도 토목보를 침공한 이유의 하나가 되었다. 에센의 아들, 딸과 명나라의 황자, 공주를 결혼 시킨다는 약속을 하고 있었음에도 불구하고, 시간이 흐르자 명나라 조정은 이를 부인하거나 답변을 회피했고, 에센의 분노를 샀다.
그해 7월 에센은 타이손 칸 군대와 산서성 다퉁으로 침공했고, 타이손 칸은 동쪽에서 남하하고, 에센의 군대는 산서성으로 해서 서쪽으로 들어왔다. 오이라트의 다른 부대는 산서성, 섬서성, 요동으로 나눠서 침공했다. 8월 명나라군은 오이라트의 공격 소식을 듣고, 환관 왕진의 친정 건의로 명나라 황제인 영종이 친히 군사를 이끌고 다퉁으로 왔으나, 오이라트 군 2만명은 베이징 근처까지 약탈하고 도로 북상했다.
8월 30일 다퉁에서 패배한 명나라군은 악천후를 피해 베이징으로 퇴각하려 했고, 명나라군의 퇴각을 감지한 에센의 군사는 9월 1일 산서성 남서쪽 후알라이에서 명나라군을 격파했다. 9월 4일 선부(宣府, 현 허베이성 장자커우시 선화구(宣化区)) 근처에서 명군을 기습 공격, 몰살시켰다. 9월 5일 명나라 군사 다수가 전멸하고 황제 영종을 비롯한 수 명이 살아남고, 에센의 군사가 영종을 생포했다. 에센은 명나라 측에 통사를 보내 협상을 시도했으나, 명나라측은 답을 내리지 않고 약 50만의 군사를 올려보냈다.

### 토목의 변 이후
에센과 타이순 칸은 넨 강과 송화 강 일대를 공략하고, 만주 서부와 동시베리아를 공격했지만 실패하고 명나라가 보낸 소규모 부대에게 패배했다. 에센은 북경 전투에서 에센의 최측근 지휘관인 소로, 마오나하이가 전사하고 군사력에도 상당한 피해가 발생하자 귀국을 서둘렀다. 에센은 명나라 조정을 향해 정통제를 두고 협상을 벌였다.
에센은 조공 무역과 교역의 활성화를 원했기 때문에 정통제를 살해하지 않았다. 몽골 경제가 명나라와의 무역에 의존했기 때문에, 에센은 현재 훨씬 약한 위치에 있는 협상을 재개할 수 밖에 없었다. 에센은 이전 협정보다 더 나은 조건을 얻지 못했을 뿐만 아니라 명나라와의 무역 재개에 대한 대가로, 명나라의 종주권을 인정하는 명나라측 요구를 수락해야 했다. 에센은 포로로 잡은 영종이 협상에 아무런 영향을 주지 못하자 아무런 조건 없이 1450년에 명나라 조정에 송환했고, 당시 경태제를 이미 황제로 옹립한 명나라 조정에서는 혼란이 발생했다. 정통제는 다시 유궁에 감금되었다가 1457년 경태제가 죽자 복위하였다.
정통제를 인질로 두고 교역 문제를 개선시키지 못하자, 에센의 외교적 지위는 약해지고, 몽골 내부에서는 에센에 대한 반발과 내분이 벌어졌다.

### 타이순 칸과의 갈등
에센은 자신의 누이들의 아들들 중 한 명을 차기 대칸 후계자로 지정하기를 원했으나, 타이순 칸은 이를 거절했다. 1451년 타이순 칸은 공개적으로 군사를 일으켜 에센을 공격했으나, 에센의 지지자들에 의해 패배하였다. 1452년 에센은 자신의 딸 중 한명과 결혼한, 타이슨 칸의 동생 아그바르진 지농에게 차기 대칸 위를 약속하고 끌어들여, 반란을 일으켰다. 타이슨 칸이 자신을 공격하자 이를 빌미로 살해한 뒤 에센은 동몽골 황족에 대한 대대적인 숙청 작업에 들어갔다.
황족 중 어머니가 오이라트 출신이 아닌 경우에는 모두 죽여 버렸으며 에센은 사람만 죽인 것이 아니라, 동몽골이 가지고 있던 거의 대부분 심지어는 기록과 문서 그리고 족보 등도 거의 대부분 소실되어 버렸다. 에센의 딸인 세체크 카툰은 하루쿠추크의 아들 바얀뭉케를 임신 중이었고, 태어난 아이를 딸이라 속였다. 세체크 카툰과 그의 할머니 사무르 공주의 도움으로 바얀뭉케는 살아남게 되었다. 이때 살아남은 바얀뭉케는 다얀 칸의 아버지가 돤다.
1452년 쿠릴타이를 열어 아그바르진을 대칸으로 추대했으나, 곧 에센은 아그바르진을 살해하고 스스로 대칸 위에 올랐다.

### 대칸 즉위와 피살
1453년 9월 12일(음력 8월 10일) 쿠릴타이를 열어 그는 다이온 텡게를크 복드 카안(Тэнгэрлэг Богд Хаан, 대원 전성대카안 大元田盛大可汗 혹은 大元天聖大可汗)이라 하고, 중국식 호칭은 천성대황제(天聖大皇帝), 연호를 첨원(添元)이라 하였다. 그가 칸위에 오른 것은 명사 본기 11권에도 실렸다. 아들 아시테무르(阿失帖木兒) 혹은 아마룩치(阿馬桑赤)를 태사로, 아들 쿠르쿠타슨을 초왕(楚王)으로 봉했다. 그해 10월 에센 타이시는 명나라로 사신을 보내 자신의 즉위를 알리고, 자신을 지칭할 때 봉천승운(奉天承運)이라 하였다.
1453년 직접 대칸의 자리에 올라 최초로 칭기즈 칸 가계가 아닌 오이라트 계통의 칸이 탄생했으나, 몽골의 귀족들은 보르지긴 씨족이 아니라는 이유로 에센을 대칸으로 인정하지 않았다. 오이라트 내부에서도 반응은 대부분 찬성하지 않는 것부터, 격분한 것까지 다양했다. 일각에서는 그를 오이라트 카안 또는 오이라트 카간(瓦剌可汗)으로 불렀다. 그는 몽골 귀족들을 암살하는 것으로 대응하였다.
에센은 아그바르진 오케크트 칸의 일족을 모두 살해했는데, 임신 중이던 딸 체체그 카툰은 딸을 낳았다고 거짓으로 고하고, 자신의 아들을 유모를 딸려 피신시켰다. 딸 체체그의 거짓을 안 에센 타이시는 체체그를 살해했다. 체체그의 아들 바얀뭉케 볼후 지농은 바투 몽케 다얀 칸의 아버지이다.
1454년 초 오이라트군 우익의 지도자 지원(知院) 아락투무르 바가투르와 좌익군 지도자인 중가르 사람 카탄투무르 아수드는 에센을 방문하여 자신들에게도 타이시의 직책과 포상을 요구하였다. 에센은 이를 거절했고, 이들은 반발하여 반란에 가담한다.
에센은 아들 아마산지에게 타이시의 칭호를 수여했다. 그러나 자신이 타이시의 직책을 받기를 기대했던 아라그가 이에 반발, 반란군에 가담했다. 오래 못 가 1454년 에센은 부하에게 쫓겨나고, 오이라트의 지도자들 역시 1년만에 반란에 가담했다. 에센은 지원(知院) 아락투무르의 군대에 패하고, 소수의 무리와 도피하던 중 아락투무르가 보낸 자객에게 의문의 암살을 당했다. 몽골원류에 의하면 에센의 부하였던 욘시에브부 토르손(索尔逊, Сорсуны)의 아들 보르부구(巴郭, Борбугийн)에게 들판에서 암살됐다 한다. 에센의 사망시점은 1454년 8월이라 하나, 일설에는 1457년 8월에 암살당했다는 설도 있다.
명실록 英宗睿皇帝實錄 卷二百四十六 景泰五年 十月 十六日 1번째 기사에 의하면, 아락투무르가 타이시가 되기를 원했지만 에센이 거절하여 틈이 생겼고, 에센이 지원(知院) 아락투무르의 둘째 아들을 데리고 다니다가, 술에 독을 타서 먹여 죽였다고 한다. 또한 아락투무르의 장남에게도 술에 독을 타서 먹여 죽였다고 한다. 에센이 장막에서 회의를 하던 중 아락투무르의 부하였던 볼라드가 들어왔는데, 에센이 볼라드를 의심하지 않고 방심한 틈을 타 볼라드에게 살해됐다 한다.

### 사후
그가 살해된 뒤 오이라트부는 분할되어 아들 보로나클은 도베트부를, 아들 아시테무르는 준가르(ᠵᠡᠭᠦᠨ ᠭᠠᠷ, Зүүнгар), 코슈트(ᠬᠣᠱᠤᠳ Хошууд), 토르구트(ᠲᠣᠷᠭᠤᠳ Tоргууд)부를 상속받았다. 아시테무르는 바로 오이라트로 가 자신의 영지를 계승했다. 당시 부인 미시 카툰(密失哈屯)과 장남 호루크다슨은 자브항 강(Завхан гол)에 있었다.
에센의 피살과 함께 오이라트 부도 급속히 와해되기 시작하여 오이라트는 몽골의 서쪽으로 물러났고 이후 오이라트는 서쪽에서 새롭게 세력을 형성함으로써 나중에 몽골고원을 다시 장악하게 되는 준가르 제국의 등장을 준비하고 있었다. 그의 연호 첨원(添元)은 그의 사후에도 2년간 더 사용되었다고 명실록에 나타난다.
명실록에 의하면 에센에게는 아들이 여러 명 있었던 것으로 나타나며, 그 중 초왕 호루크다슨, 오시테무르, 우마산차 등이 있다. 초왕 호루크다슨은 에센의 장남이며 오슈 테무르와 에센의 후계자 자리를 놓고 다투다가 갈라섰다. 오슈 테무르는 에센의 오이라트부 태사 자리를 칭하고 모리하이 왕과 오로추 소사 등의 인물과 대립했다. 우마산차 왕은 모굴리스탄 칸국의 바이슈 칸의 딸과 결혼, 이브라힘 왕과 이루야스 왕이라는 아들을 얻었다. 이 형제 2명은 후에 우마산차 왕과 이간질하여, 남하하여 메크린부 및 욘시에부부의 족장이 되었다.
1753년 청나라에 투항한 도르베트부의 체렌(цэрэн)은 에센 타이시의 9대손이었다.
딸 세체크 비자는 하루크추크 태자, 아크바르지 오케크트 칸의 아들과 결혼, 볼후 지농의 어머니가 되어 후에 다얀 칸의 조모가 된다.
다얀 칸의 셋째 아들 바르스 볼라트 칸의 아들 군 비리크 메루겐 지농은 에센 칸의 손자 이브라힘 왕의 딸 아르무차 카톤이 그의 아내들 중 1명이었다. 그들 사이에서는 다라 다르칸 노얀과 온가라칸 에르덴 노얀의 쌍둥이가 태어난다.
17세기와 18세기 중가르의 통치자들은 스스로를 에센 타이시의 후손으로 여겼다.

## 가족 관계
- 아버지 : 토곤
- 부인 : 지메스 카툰(Жимэс хатан)
- 부인 : 마흐툼 하눔(Махтум ханим)
  - 아들 : 호루크타슨
  - 아들 : 아시테무르, 태사 알탄 칸.
  - 아들 : 아마산치 또는 우르마사, 차가타이 한국으로 망명
  - 딸 : 체체케 비자(Цэцэг хатан), 아크바르진 칸의 아들 하르크추쿠 타이지와 결혼, 바얀뭉케 볼후 지농의 어머니, 바투몽케 다얀 카안의 조모

## 기년
| 첨원제      | 원년            | 2년        | 3년        |
| ----------- | --------------- | ---------- | ---------- |
| 서력 (西曆) | 1453년          | 1454년     | 1455년     |
| 간지 (干支) | 임신(壬辰)      | 계유(癸酉) | 갑술(甲戌) |
| 연호 (年號) | 첨원(添元) 원년 | 2년        | 3년        |

## 참고 자료
- Мин улсыг мэгдүүлэн айлгагч эрэмгий дайчин Эсэн Тайш 보관됨 2015-05-11 - 웨이백 머신 (몽골어)
- Grousset, René (1938). 《L'Empire des Steppes》.
- Twitchett, Denis, Frederick W. Mote, & John K. Fairbank (eds.) (1998). The Cambridge History of China: Volume 8, the Ming Dynasty, Part 2, 1368–1644[깨진 링크]. Cambridge University Press. pp. 233–239. ISBN 0-521-24333-5. Google Print. Retrieved 2 November 2005.
- Mancini, Robert David (publication year unknown). "Dharma Daishi, Great Teacher of Buddhism and the Martial Arts".
- van der Kuijp, Leonard W.J. (1993). "Jambhala: an imperial envoy to Tibet during the late Yuan". The Journal of the American Oriental Society 113 (4), 538–?

## 같이 보기
- 오이라트
- 오이라트 4부족 연맹
- 중가르 칸국
- 토곤 타이시
- 토목보의 변